# Walter Congreve
Sir Walter Norris Congreve (Chatham, 20 novembre 1862 – Mtarfa, 28 febbraio 1927) è stato un generale britannico.

## Biografia

### I primi anni
Walter Norris Congreve era figlio di William e di Fanny E. Congreve di Castle Church, Stafford. Egli venne educato alla Twyford School, alla Harrow School ed al Pembroke College, Oxford. Sposò Cecilia Henrietta Dolores Blount La Touche alla chiesa di St Jude a South Kensington, il 18 maggio 1890.

### L'eroica azione di Colenso
Entrato nell'esercito nel 1890, Congreve il 15 dicembre 1899 prese parte alla Battaglia di Colenso, in Sudafrica col grado di Capitano assieme ad altri commilitoni, coi quali cercò di salvare i cannoni della 14th e della 66th Batteries della Royal Field Artillery, col rischio di venire uccisi. Molti dei cavalli necessari al traino dei pezzi d'artiglieria si trovavano a parecchia distanza e raggiungerli sarebbe stato quasi impossibile sotto il fuoco nemico. Il capitano Congrebe, assieme a due altri ufficiali (Frederick Hugh Sherston Roberts e Harry Norton Schofield), ed al caporale George Edward Nurse riuscirono a recuperare due cannoni. Tutti e quattro gli eroi ricevettero la Victoria Cross per quest'azione. Successivamente, seppur ferito, vedendo uno dei suoi ufficiali ferito, riuscì a recuperarlo col maggiore William Babtie.

## La Somme: azione a Delville Wood
Congreve ottenne il comando della 6th Division dal maggio del 1915 e quindi del XIII Corps dal novembre 1915. Come comandante del XIII Corps, il Tenente Generale Congreve guidò le battaglie di Longueval e Delville Wood tra il 14 luglio ed il 3 settembre 1916. La rapida avanzata del suo corpo nel settore sud della Somme aveva portato il settore degli alleati in uno stadio ottimale per la prosecuzione delle operazioni. Intenzionato a rafforzare la linea, il generale Sir Douglas Haig aveva deciso di consolidare l'avanzata di Congreve prendendo il villaggio di Longueval e l'area di Delville Wood. Essendo su un'altura era l'area ideale per l'utilizzo dell'artiglieria e una volta occupato Longueval la postazione di Congreve avrebbe coperto l'avanzata degli alleati a nord. Il XIII Corps ebbe successo ad assicurarsi il controllo dell'area del Delville Wood, ma questo fu uno dei confronti più sanguinosi della Somme, con grandi perdite da ambo le parti. Durante la prima guerra mondiale Congreve perse una mano in battaglia.

### Il servizio dopo la guerra
Congreve continuò il servizio in guerra divenendo General Officer Commanding del VII Corps nel 1918. Successivamente Congreve raggiunse il rango di Generale ed ottenne il titolo di "Sir" dal re. Venne nominato General Officer Commanding dell'Egyptian Expeditionary Force dal 1919 al 1922 e quindi Commander-in-Chief del Southern Command dal 1923 al 1924.
Dal 1924 al 1927, egli prestò servizio come governatore di Malta, ove morì. Su sua richiesta, egli venne sepolto in mare nel canale tra la costa e l'isola di Filfla; ancora oggi si trova sul luogo un monumento a lui dedicato sulla costa tra la Torre di Hamrija ed il sito preistorico di Mnajdra; il canale tra Malta e Filfla è ufficiosamente chiamato anche "Congreve Channel" in suo onore.
Congreve fu anche padre del Maggiore William La Touche Congreve, anch'egli premiato con la Victoria Cross. Suo figlio minore, Geoffrey Cecil Congreve, sarà creato Baronetto di Congreve nella Contea di Stafford, nel luglio 1927 (vedi Baronetti Congreve).